# Salix boothii
Salix boothii är en videväxtart som beskrevs av Robert D. Dorn. Salix boothii ingår i släktet viden, och familjen videväxter. Inga underarter finns listade i Catalogue of Life.

## Bildgalleri

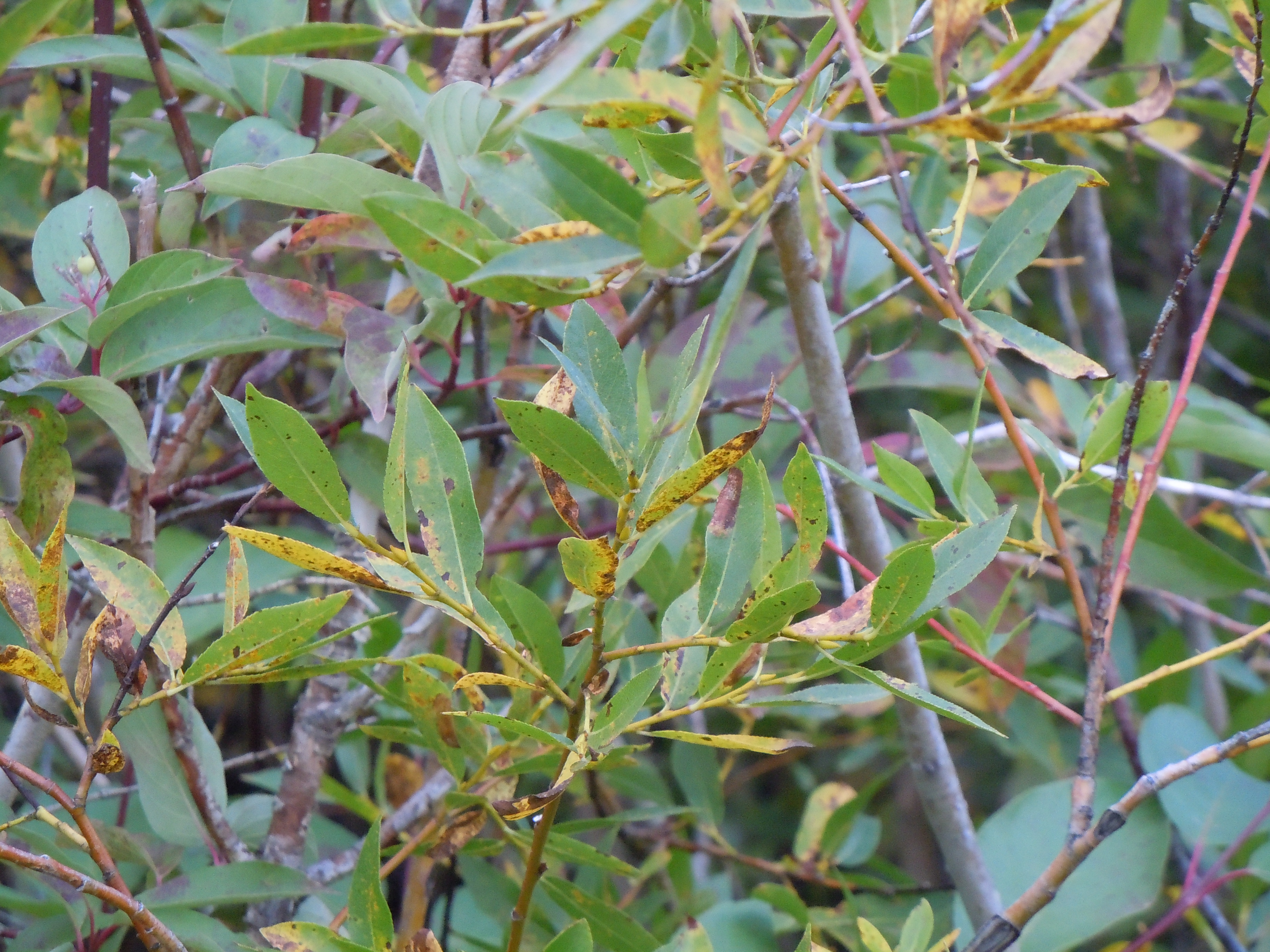
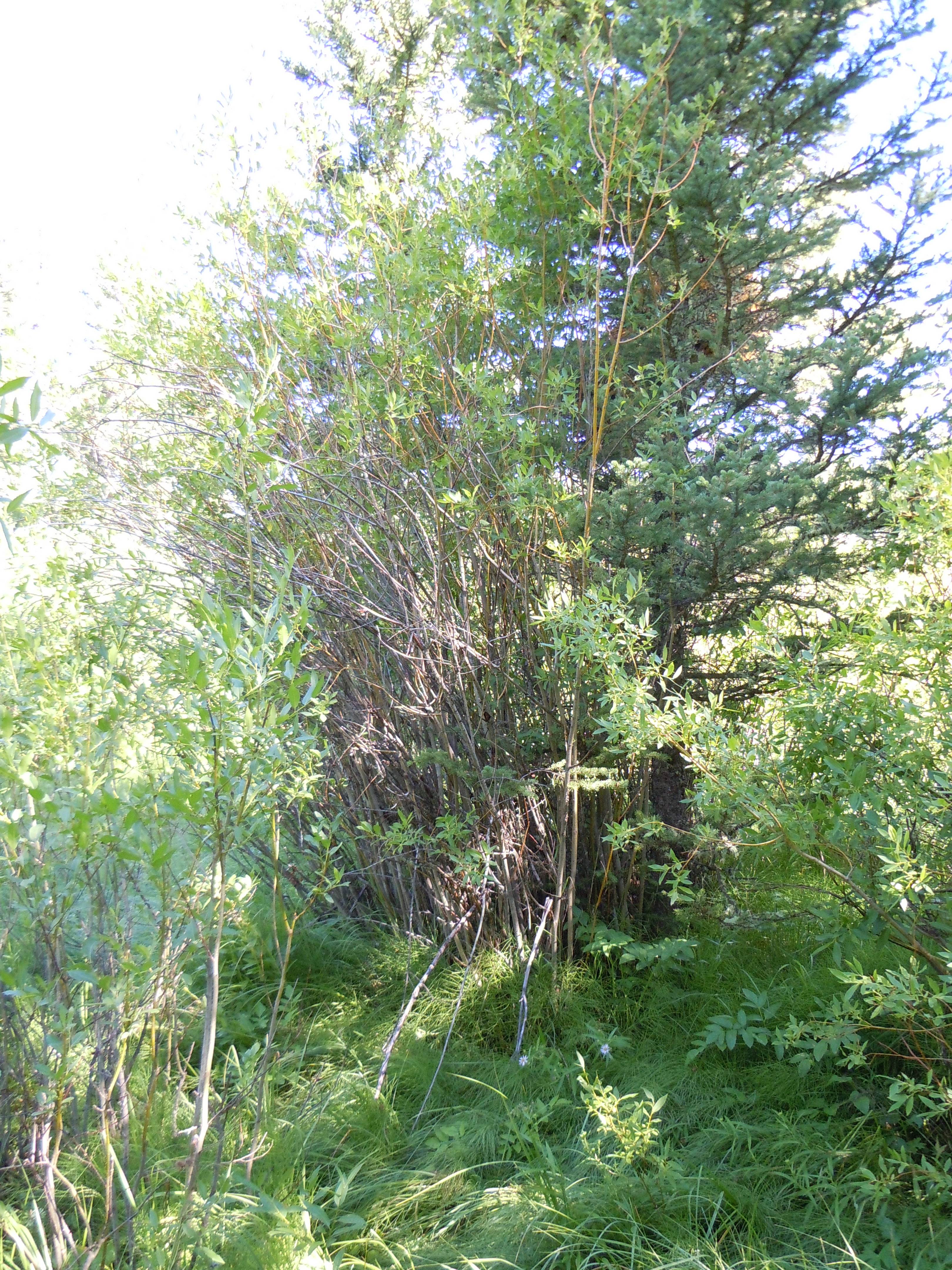
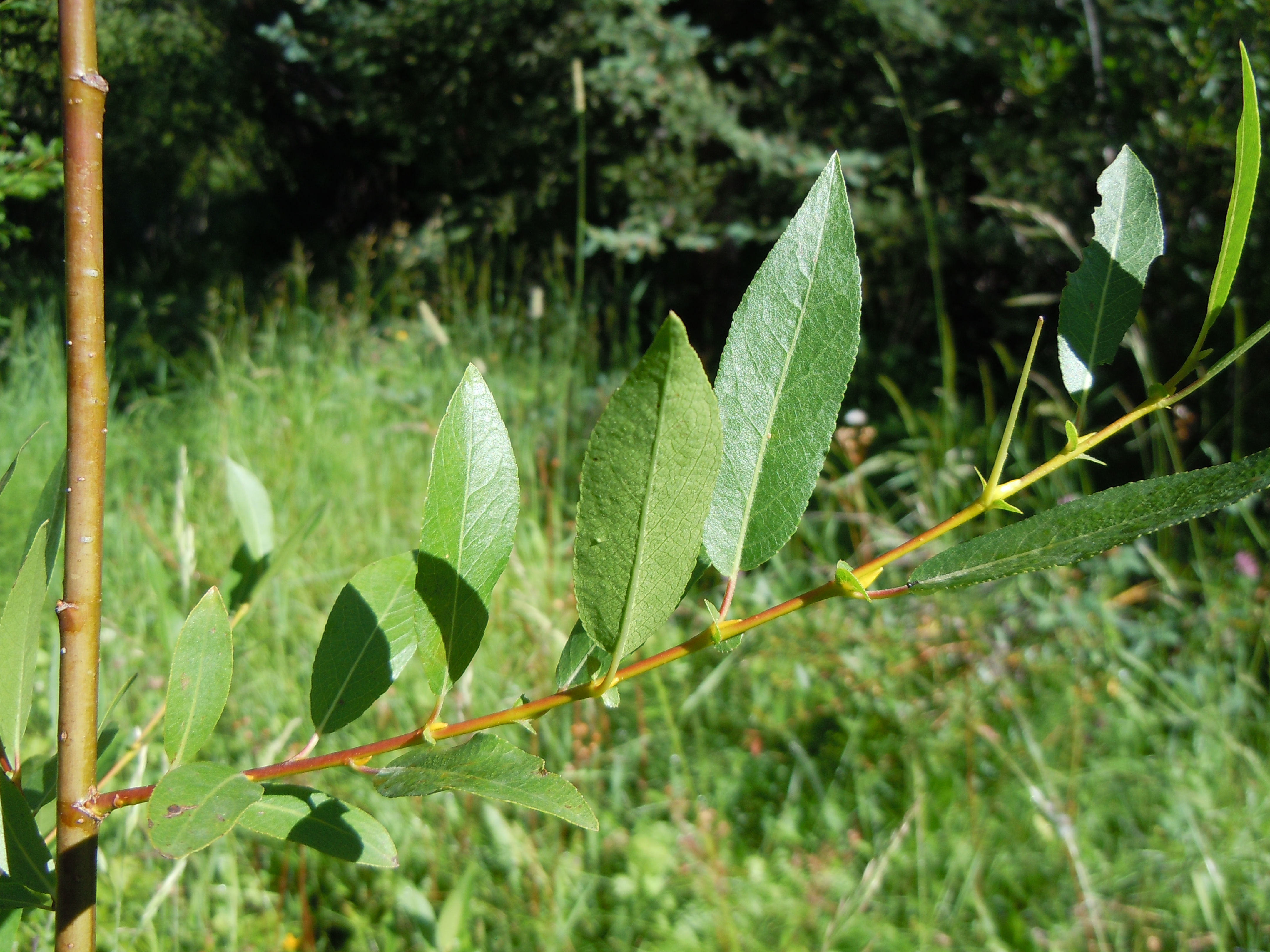
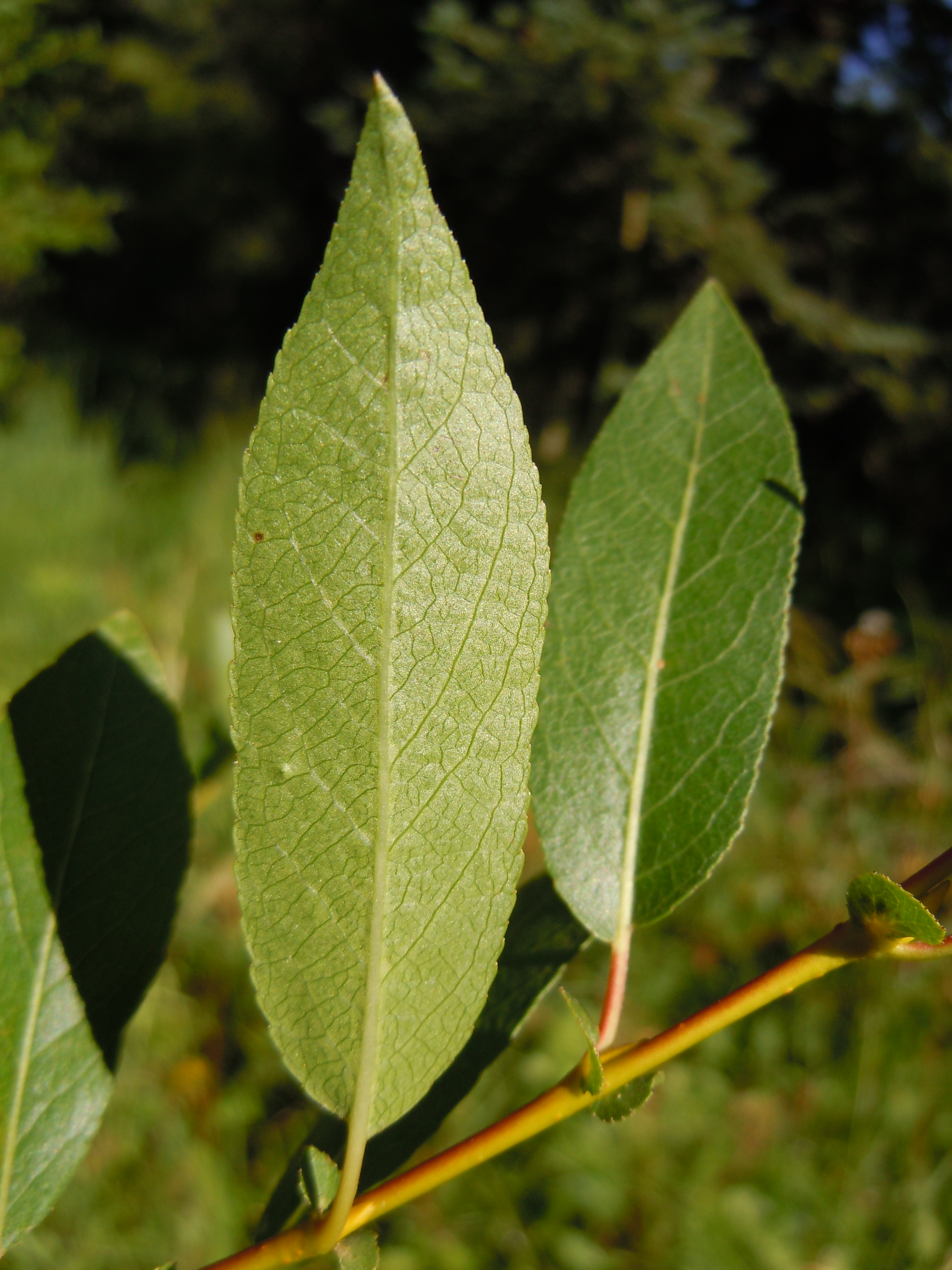